# アウトリガーカヌー

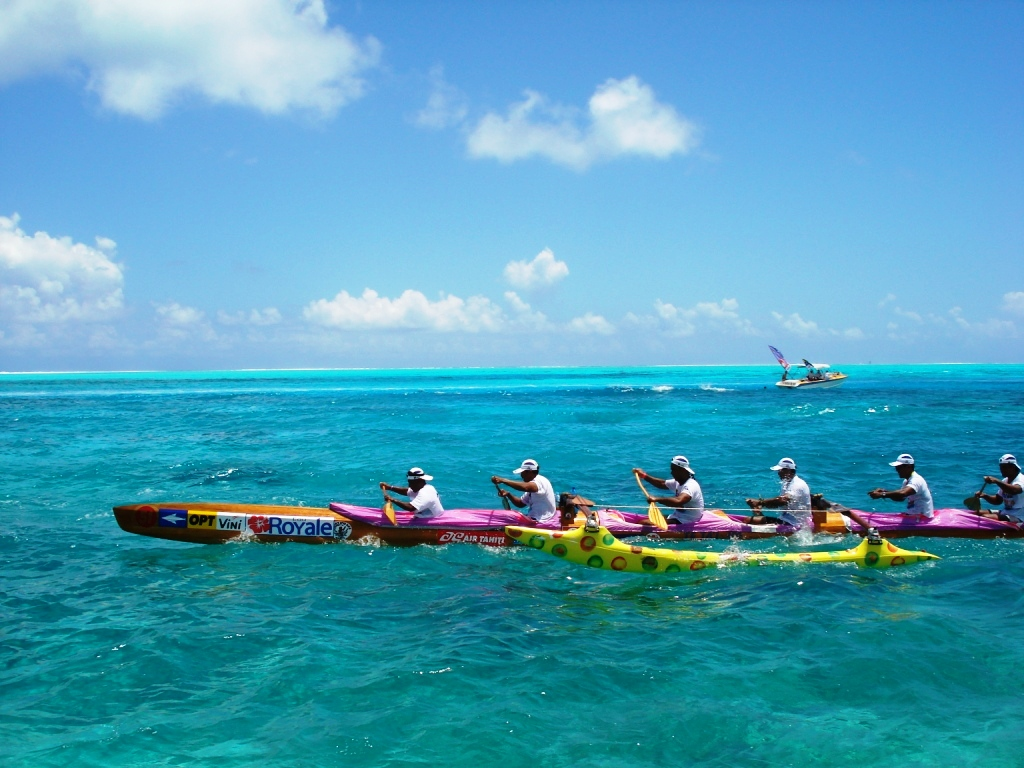
現代の競技用アウトリガーカヌー「ヴァア」

アウトリガーカヌー (Outrigger canoe) は、南太平洋などで用いられるカヌーの一種。安定性を増すために、カヌー本体の片脇あるいは両脇にアウトリガーとも呼ばれる浮子（ウキ）が張り出した形状をしている。この浮子は多くのポリネシア諸語やミクロネシア諸語でama（アマ）とよばれ、これを装備したアウトリガーカヌー自体はタヒチ語ではヴァア (va'a) 、ハワイ語ではワァ (wa'a) 、マオリ語ではワカ (waka) 、ヴァカ (vaka) などの言葉で呼ばれる。

## 起源

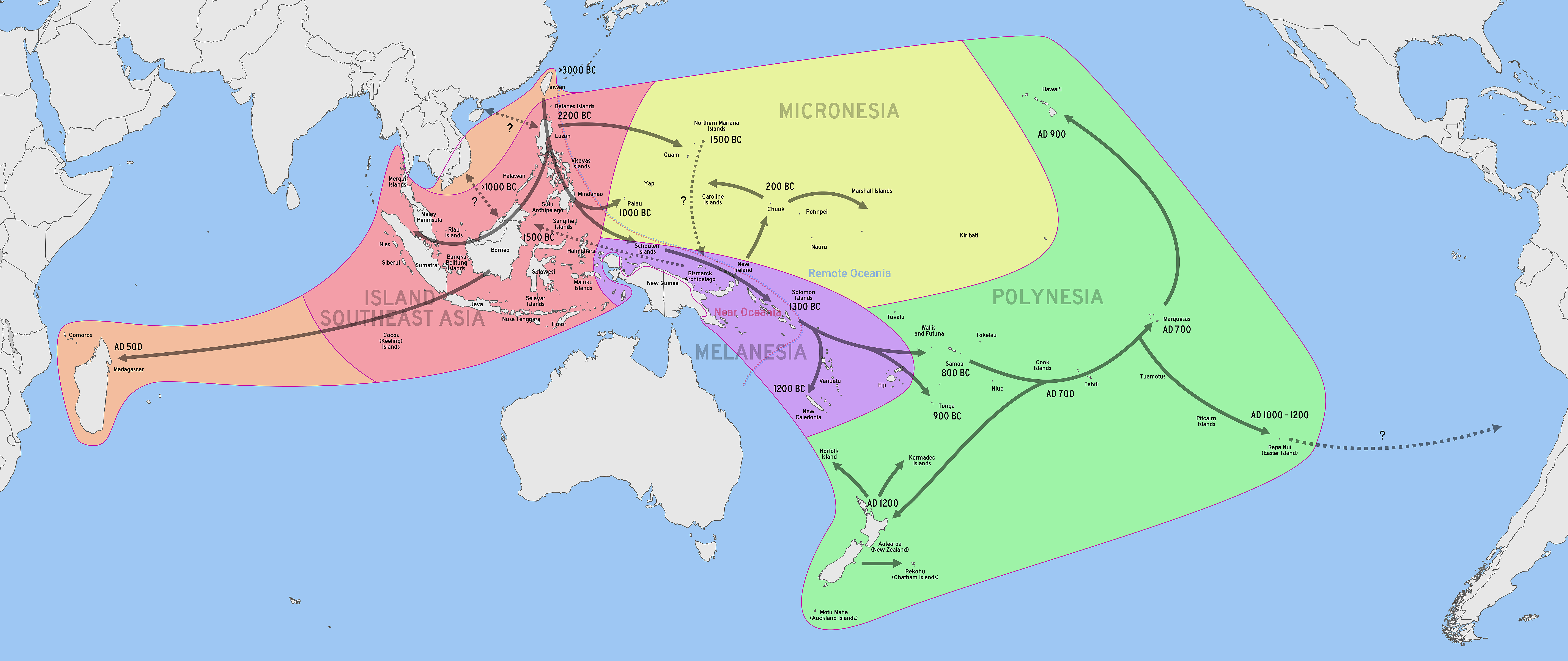
オーストロネシア人の移住・拡大過程の年代地図

アウトリガーカヌーの起原はよくわかっていないが、オーストロネシア語族の拡散とともに広がっていったことは確かである。中国で発達したいかだから発展したという説、丸木舟から発展したという説があるが、史料が乏しいのでいまだ定説は無い。ともかく、丸太を刳り抜いた刳り抜き船や、丸太を刳り抜いて艫や舳先、舷側を追加した準構造船にアウトリガーを装着した形式の船舶が、東南アジア島嶼部で発達していったことは確かである。

## 主な種類と分布

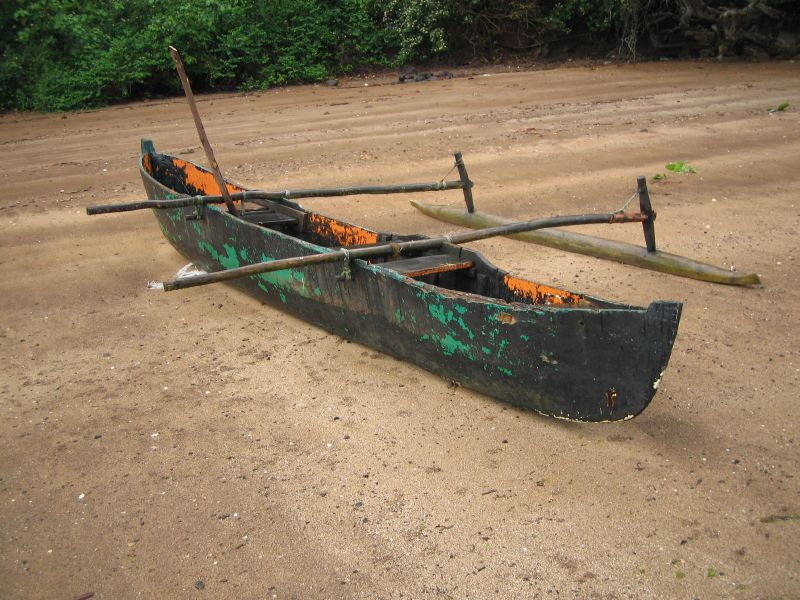
コモロ諸島のマヨット島のシングルアウトリガーカヌー

東南アジア島嶼部で主に用いられていたのは、船体の両サイドにアウトリガーを取り付けたダブル・アウトリガーカヌーである。このタイプは現在でもインドネシア周辺で特に多く、ニューギニア南部からオーストラリア北東部にかけても分布しており、西はマダガスカルやコモロやアフリカ東岸などのインド洋西部、東はオセアニア、特に南米沿岸のラパ・ヌイ（イースター島）まで、広く使われている。
外洋航海が盛んになる過程で、ウネリによる破損を防ぐためにアウトリガーを片側だけにつけたシングル・アウトリガーカヌーが考案されたと推測される。ダブル・アウトリガーカヌーの場合、波のウネリの間で両方のアウトリガーが持ち上げられると、腕木に宙に浮いたカヌー本体の重量がかかって、腕木が破損してしまう。シングル・アウトリガーであれば全体が傾くだけで、破損につながるような負荷がかからない。また、東南アジア島嶼部からメラネシア、ミクロネシア、ポリネシア方面へは、貿易風に逆らって進むことになるが、ダブル・アウトリガーカヌーはタッキングやシャンティングなどの風上航走を苦手としており、実用的ではない。
これには反論もある。アメリカの船研究家エドウィン・ドーランは実験を行い、ダブル・アウトリガーの航行能力がシングル・アウトリガーに劣らないし、全体としては安定した船だとした。
現在、シングル・アウトリガーカヌーは、航海カヌーとしてはミクロネシアおよび域外ポリネシアの一部で使用されている。また、パドリングによって進むシングル・アウトリガーカヌーは、ミクロネシアおよびポリネシア各地で使用されている。近年では、シングル・アウトリガーカヌーによるレースも盛んに実施されており（フランス領ポリネシアのフアヒネ島で行われている世界最大のカヌーレースと言われるハワイ･ヌイ・ヴァアでは3日で約128kmを漕ぐ。)、競技用のシングル・アウトリガーカヌーの規格としてOC-1、OC-4、OC-6などがある。
また、人類がリモート・オセアニア海域に拡散していく過程で、より大きな浮力を確保し、長期間の航海に対応できるようカヌー本体を左右に並べたダブルカヌーがポリネシア文化において考案された結果、ポリネシア人の航海術は急速に発達し、ハワイ(Hawaii)、イースター島(Rapa Nui)、ニュージーランド(Aotearoa)のポリネシアン・トライアングルと呼ばれる広いエリアに移住していった。ダブルカヌーを祖先とするカタマランタイプの船体は、近代においてもヨットや連絡船など、様々な用途にあわせて発達している。

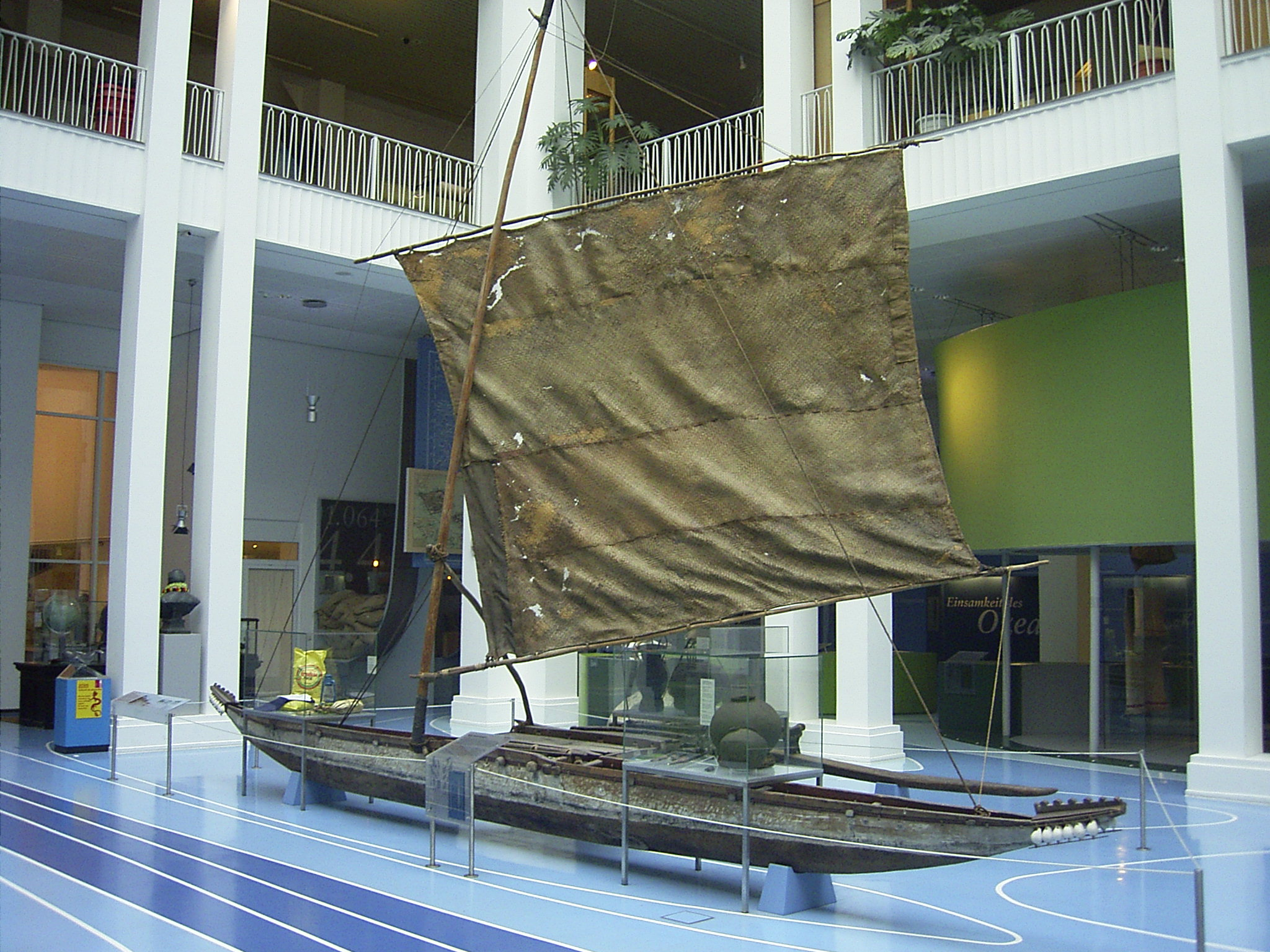
アドミラルティ諸島のシングルアウトリガーカヌー
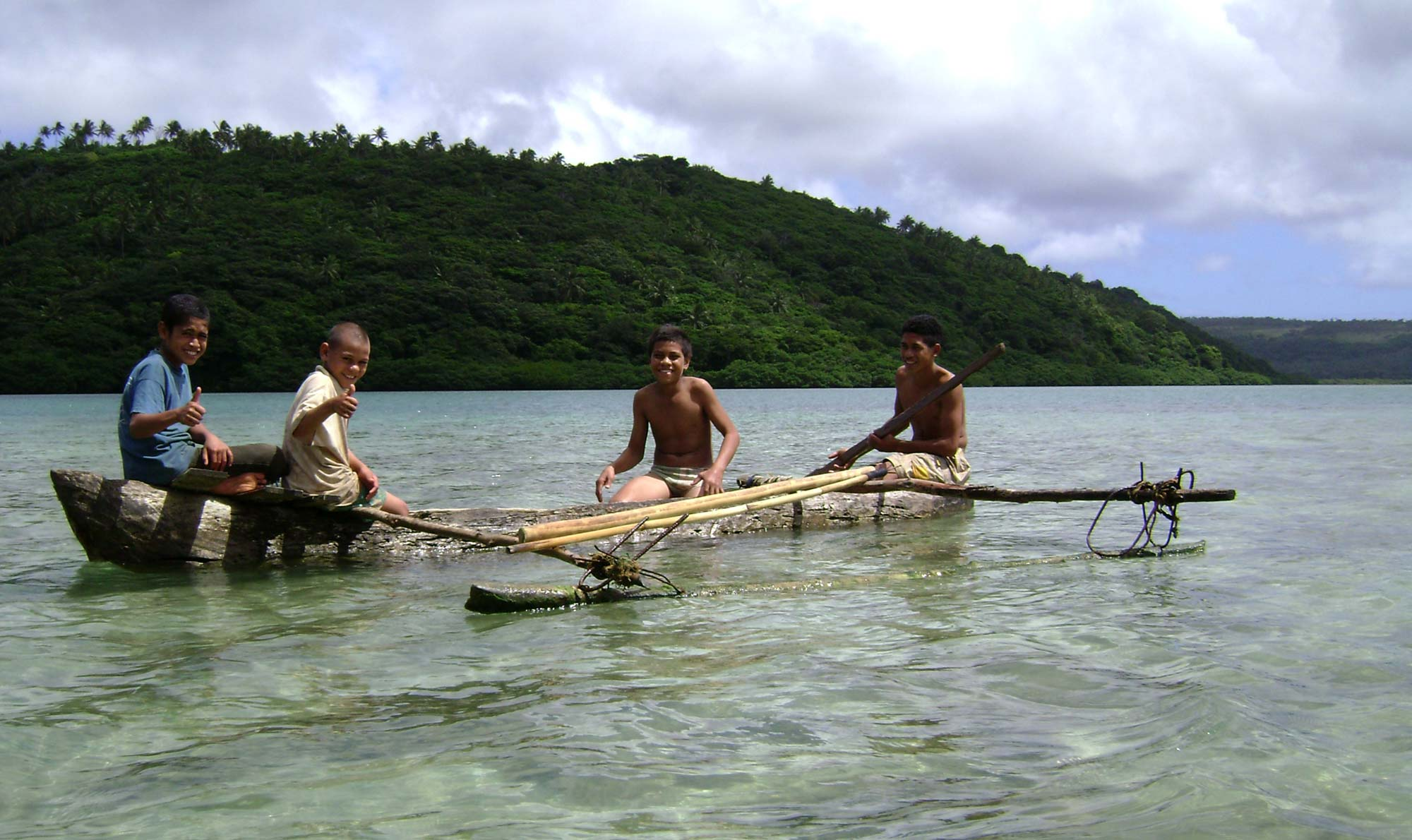
トンガの「パオパオ」
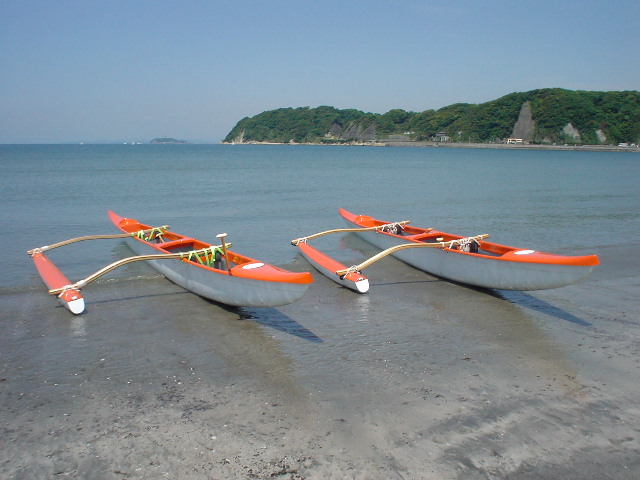
競技用アウトリガーカヌー
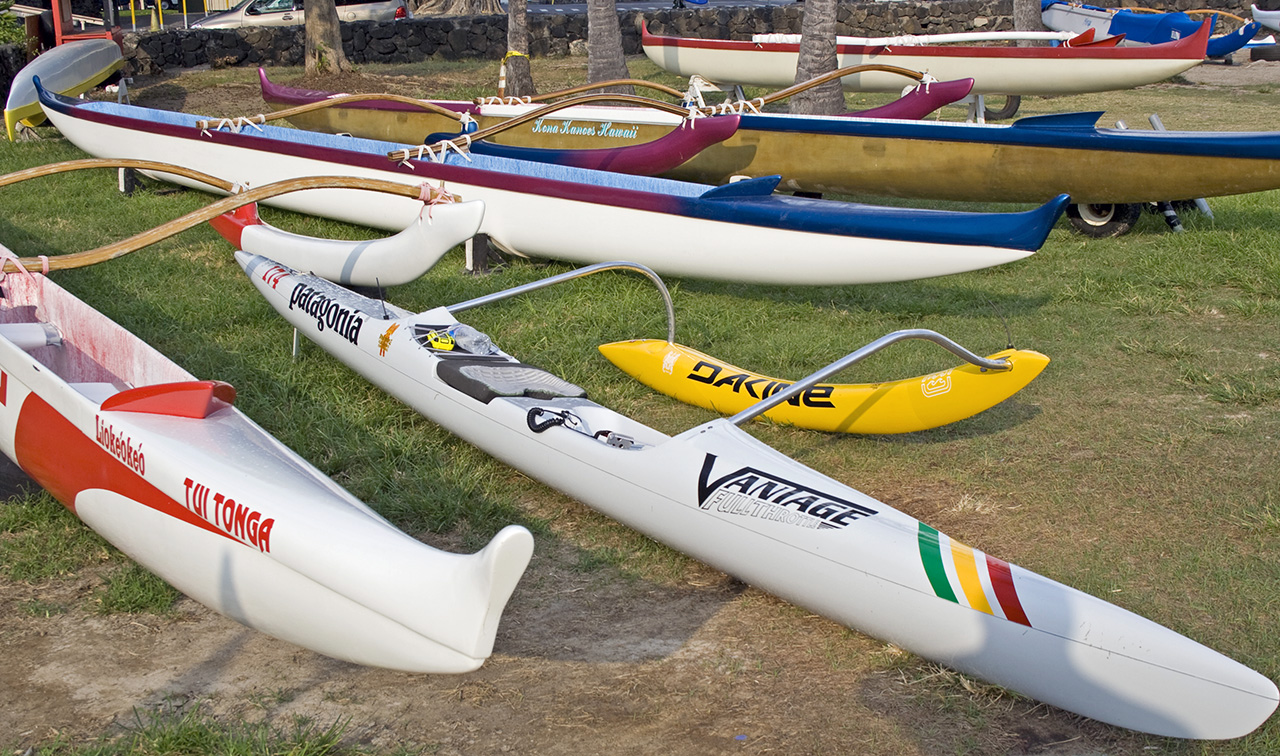
OC-1と呼ばれる競技用アウトリガーカヌー。このような艇で外洋を数十キロも漕ぐ大会も行われている。
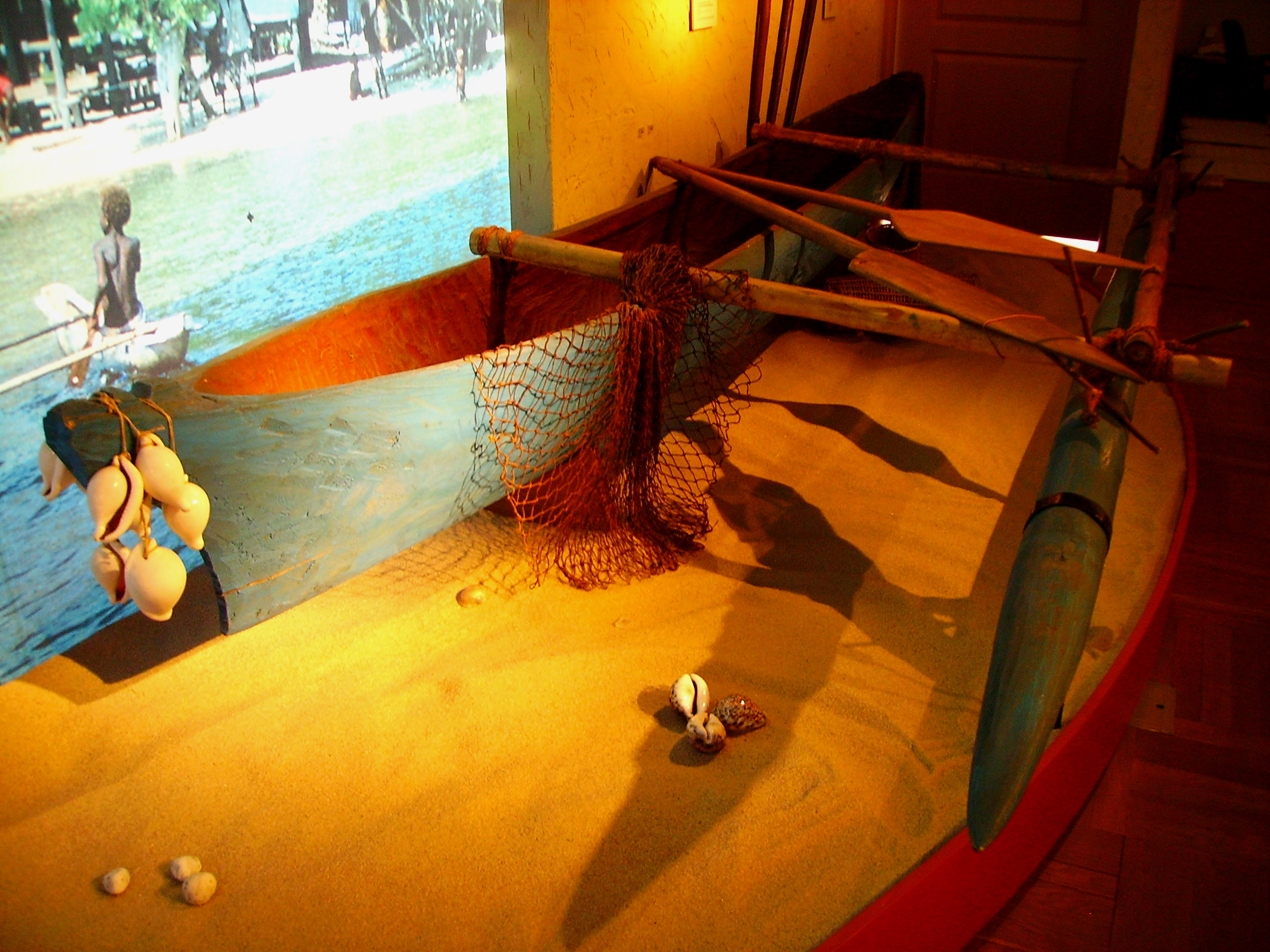
サモアのシングルアウトリガーカヌー
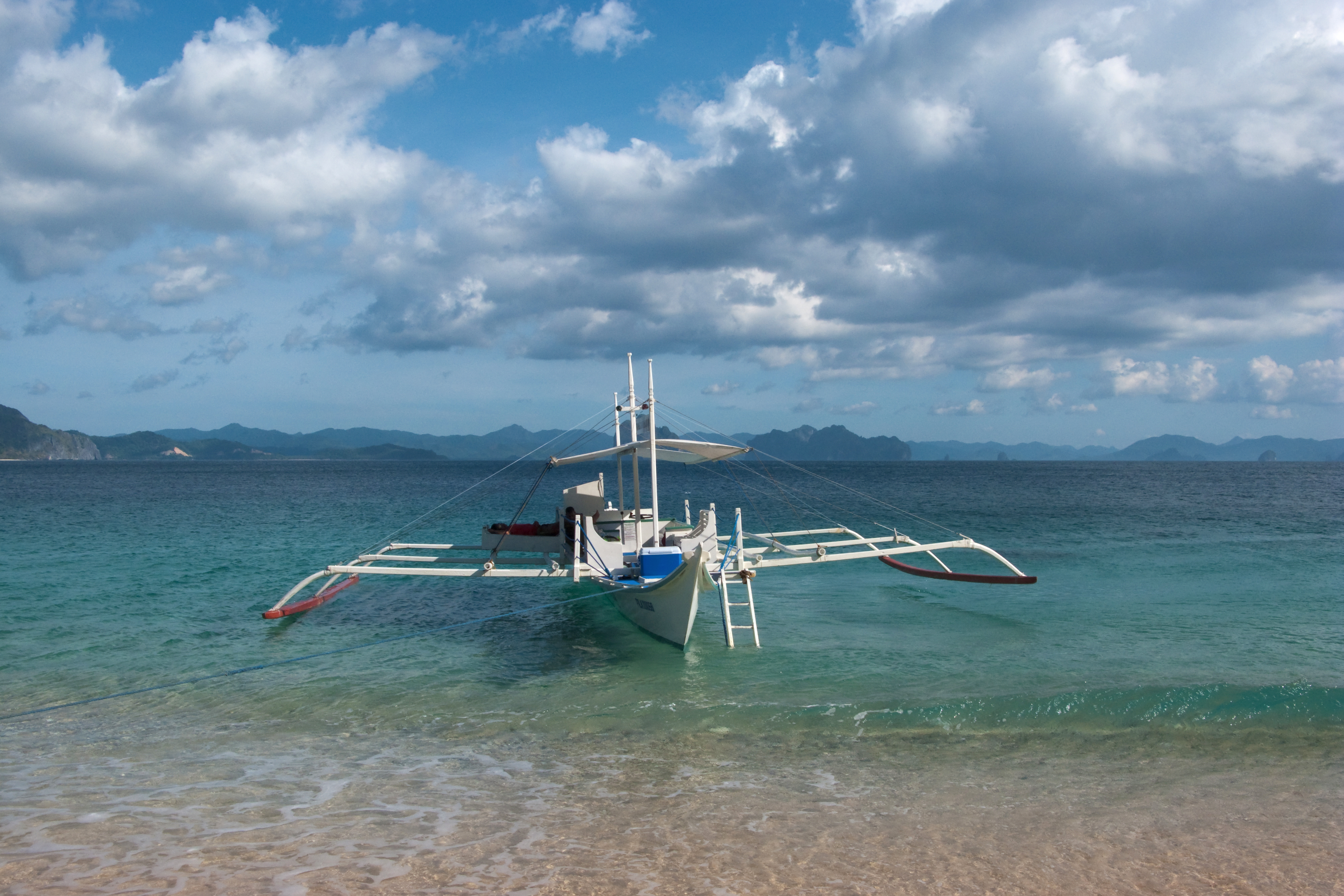
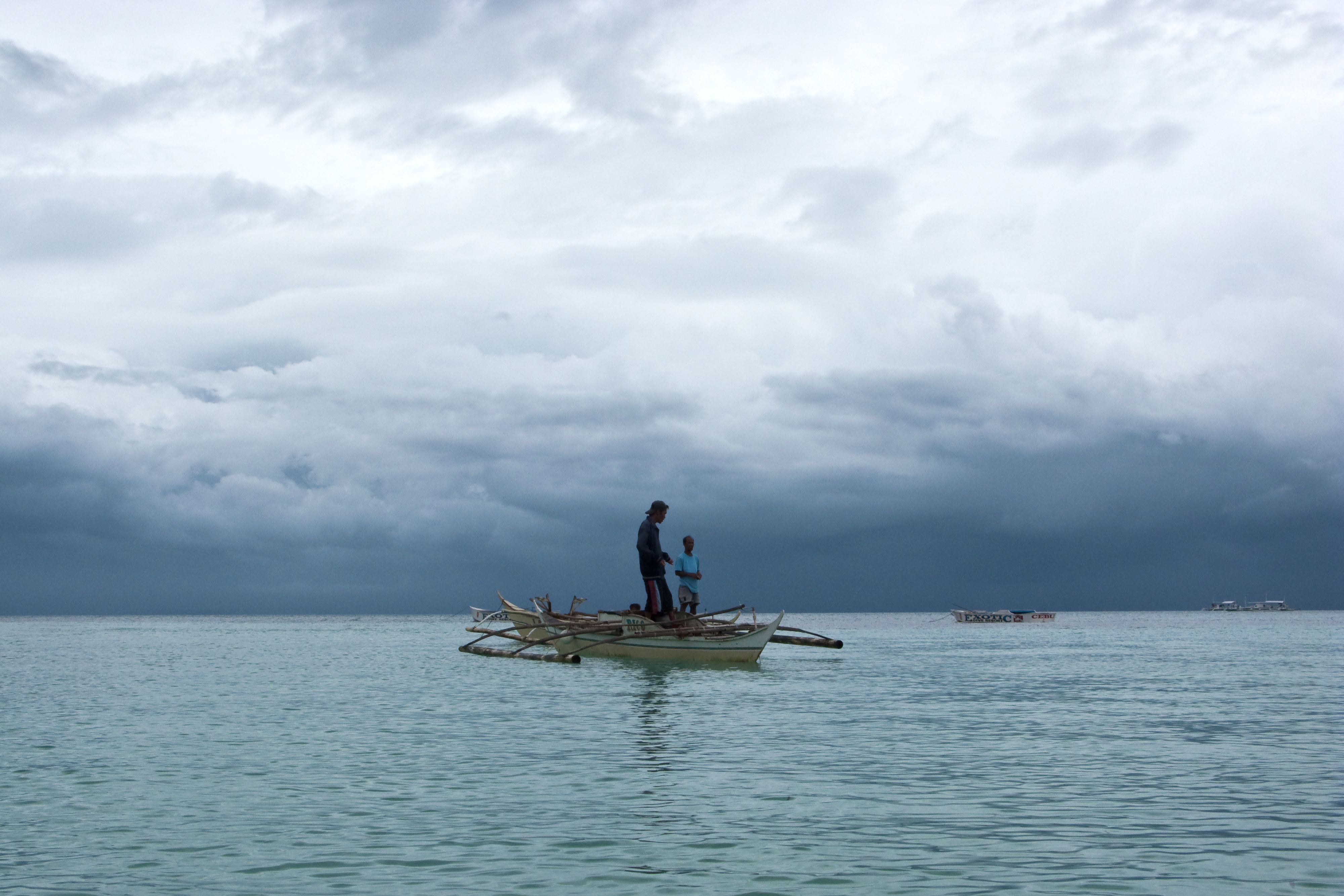

## 発達史

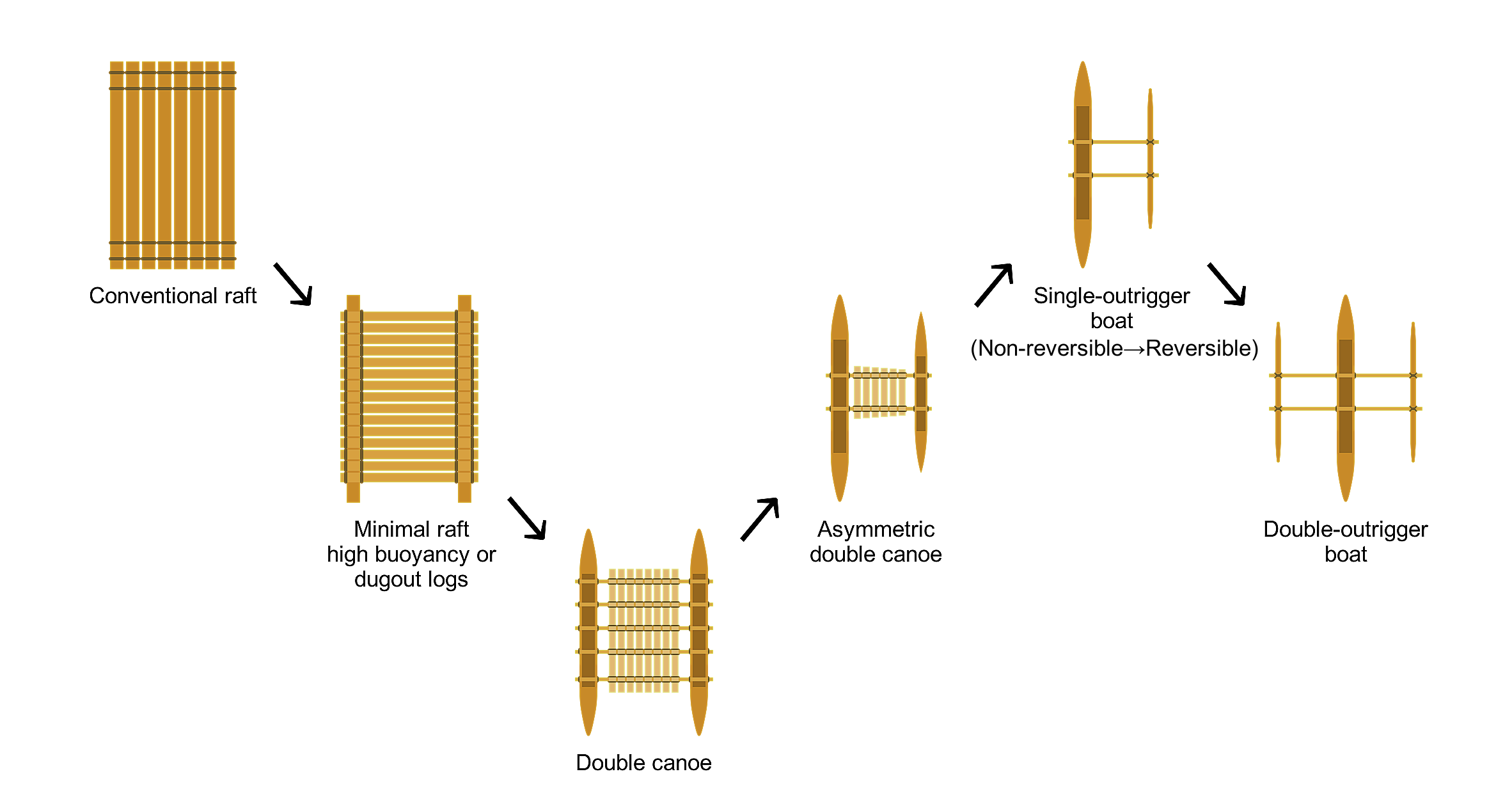
オーストロネシア人のカヌーの発展の過程の推論 (Mahdi, 1999)

Heine-Geldern（1932）やHornell（1943）のような初期の研究者は、ダブル・カヌー（カタマラン）はアウトリガーカヌーから進化したと考えていたが、Doran（1981）やMahdi（1988）のようなオーストロネシア文化を専門とする現代の研究者はそれは逆だと考えている。
二つのカヌーを結合したダブルカヌーは、2つの丸太を結合して作る「ミニマル」なイカダから直接開発されたとする。時間が経つにつれて、この単純なダブルカヌーが非対称のダブルカヌーに発展し、一方の船体がもう一方の船体よりも小さくなる。ここからさらに小さくなった船体がプロトタイプのアウトリガーになり、アウトリガカヌーが生まれた。さらにこれがオセアニアのリバーシブル（前後を入替可能、つまりアウトリガーを右にも左にもできる）なシングルアウトリガーカヌーに進化した。最後に、シングルアウトリガーがダブルアウトリガーカヌー（または三胴船）に発展したとする。
これはまた、海域東南アジア、マダガスカル、コモロといった故地のオーストロネシア人が、タッキング時（帆走中に風上方向に航行するための間切る操作）の安定性を重視して、ダブルアウトリガーを好む傾向がある理由を説明できる。しかし東南アジアでも、多数派ではなくともシングルアウトリガーが使用されている地域はある。対照的に、ミクロネシアやポリネシアのような遠隔地に拡散した子孫集団は、ダブルアウトリガーの技術がそこまで発達せず、ダブルカヌーとシングルアウトリガーカヌーを使い続けた（距離的に東南アジアに近い西メラネシアは例外）。アウトリガーがタック時に風下を向いたときの不安定性に対処するために、彼らはリバーシブルシングルアウトリガーを使うことで、風向きにあわせて船の前後（アウトリガーの左右）を入れ替えることで対処するというシャンティング（shunting）を編み出した。
以上のような考え方は一つの推論であり、決定的な証拠があるわけではない。もともとカヌーは実用品かつ消耗品であり、劣化しても最後は木材として活用可能なことから、考古学的な意味での証拠がほぼ残らない。せめて絵が残っていればよいのだが、絵は平面であるため、片舷から描かれた絵を見てもそれがシングルアウトリガーなのかダブルアウトリガーなのか分からないといった資料的限界がある。

## 参考
19世紀にイギリスのクックが太平洋を探検した時、太平洋に浮かぶ孤島に同じ言語を使う人々が暮らしていることを発見し、これらの島民がどのようにしてこれらの島に住み着いたのかが謎とされた。海に沈んだアトランティス大陸の伝説と重ねる説もあったが、デヴィッド・ルイス、リチャード・ファインバーグ、ベン・フィニー、ミミ・ジョージらの研究により、アウトリガーカヌーやダブル・カヌーに乗り、気象や海流、星空などだけをたよりに何百キロも航海する技術（スター・ナヴィゲーション、ウィンド・コンパスなど）の存在が明らかにされて来た。

## 関連書籍
- 片山一道『海のモンゴロイド』
- 後藤明『海を渡ったモンゴロイド』
- Tommy Holmes, Hawaiian Canoes
- 大内青琥『おじいさんのはじめての航海』